# Regione della Slovacchia Centrale

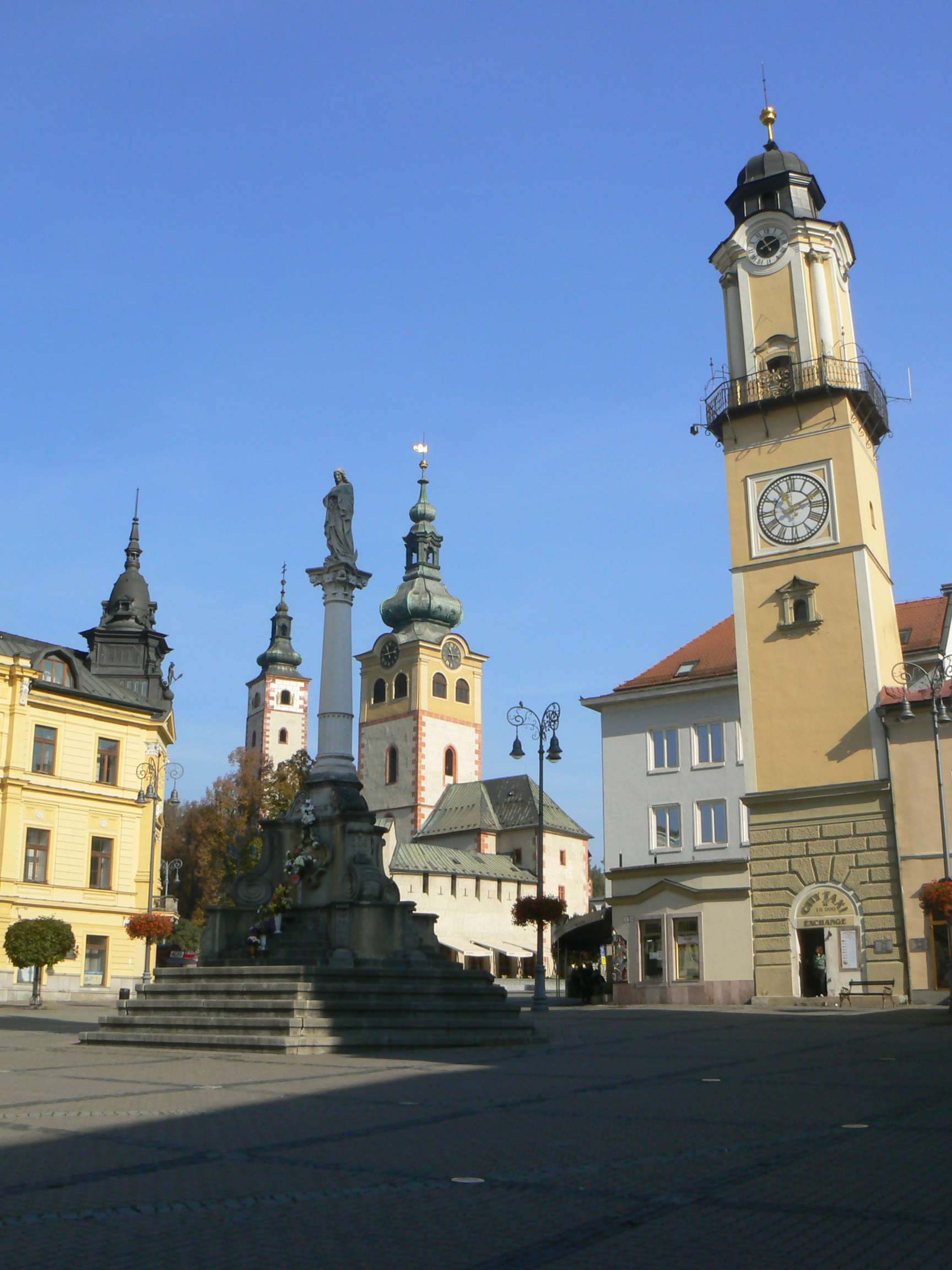
Banská Bystrica, capoluogo regionale

La regione della Slovacchia centrale (in slovacco Stredoslovenský kraj) è stata una regione amministrativa della Cecoslovacchia. Fu istituita l'11 aprile 1960 e abolita una prima volta il 1º luglio 1969. Ripristinata il 28 dicembre 1970 fu definitivamente abolita il 18 dicembre 1990. Con una superficie di 17 976 km² era la regione più estesa di tutta la Cecoslovacchia.
La regione corrisponde alle attuali regioni di Banská Bystrica e di Žilina.

## Distretti
| Distretti (1960-1990) | Distretti attuali                            |
| --------------------- | -------------------------------------------- |
| Banská Bystrica       | Banská Bystrica, Brezno                      |
| Čadca                 | Čadca, Kysucké Nové Mesto                    |
| Dolný Kubín           | Dolný Kubín, Námestovo, Tvrdošín             |
| Liptovský Mikuláš     | Liptovský Mikuláš, Ružomberok                |
| Lučenec               | Lučenec, Poltár                              |
| Martin                | Martin, Turčianske Teplice                   |
| Považská Bystrica     | Ilava, Považská Bystrica, Púchov             |
| Prievidza             | immutato                                     |
| Rimavská Sobota       | immutato                                     |
| Veľký Krtíš           | immutato                                     |
| Žiar nad Hronom       | Banská Štiavnica, Žarnovica, Žiar nad Hronom |
| Žilina                | Bytča, Žilina                                |
| Zvolen                | Detva, Krupina, Zvolen                       |